# Saverio Gatto
Saverio Gatto (Reggio Calabria, 15 agosto 1877 – Napoli, 17 novembre 1959) è stato uno scultore, pittore e disegnatore italiano.

## Biografia
Era figlio di Nicola, un armatore locale e di Concetta Caruso, nata a Messina. A undici anni Saverio s'imbarcò come mozzo e a vent'anni conseguì il grado di capitano.
Nel 1896, dopo aver assistito ad una rappresentazione del Faust al teatro di Reggio Calabria, eseguì con la creta il modellato del volto dell'attore che interpretava Mefistofele. Lo scultore Giuseppe Scerbo vide questo ritratto e spinse Saverio Gatto a frequentare la Scuola di arti e mestieri di Reggio Calabria.
Nel 1898 Saverio Gatto s'iscrisse all'Accademia di belle arti di Napoli, dove insegnavano Achille D'Orsi, Domenico Morelli e Michele Cammarano, interpreti del verismo sociale e umanitario che a Napoli aveva molti seguaci. Saverio Gatto era interessato al mondo popolare e si propose di riprodurlo, ma in modo immediato, riprendendo le figure dal vero. Al Museo archeologico di Napoli studiò la scultura antica. Punti di riferimento obbligati divennero per lui il Quattrocento fiorentino e la scultura greca arcaica.
Nel 1905 sposò Marianna Pucci e realizzò in due versioni il bronzo La napolitana. Al Salon di Parigi del 1906 espose Alba della vita e la Testa di zingara, un bronzo a grandezza naturale che più tardi pervenne all'Accademia di belle arti di Napoli. Gatto tornò nel 1914 al Salon di Parigi.
Ritrasse le fattezze del figlio Nicola, nato nel 1906, in Putto che piange e in Putto che ride, una delicata scultura che nel 1911 meritò la medaglia di bronzo all'Esposizione internazionale d'arte di Barcellona.
Il suo sentimento sull'arte si sintetizza in una frase che una sera gridò al suo amico pittore e poeta Luca Postiglione, scuotendolo con le sue mani rudi: "l'arte m'è tormento e amore, mai vanità".

### Vita artistica ed esposizioni a Napoli
A Napoli Saverio Gatto espose nel 1907 alla Promotrice e vinse il concorso comunale per un busto in marmo di Giosuè Carducci che realizzò nel 1912 e che fu collocato nella Villa Reale di Napoli.
Sostenne un gruppo di giovani artisti napoletani, un po' emarginati dalle istituzioni, che nel naturalismo vedevano un rinnovamento dell'arte, in polemica con l'accademismo che dominava sia le esposizioni sia il mercato. Essi manifestavano una moderata adesione all'impressionismo che veniva d'Oltralpe.
Nel 1909 nacque a Napoli il "Gruppo dei ventitré" - in cui entrò anche lo scultore Raffaele Uccella - che presentò la I Esposizione giovanile d'arte di Napoli, all'hotel Nobile in via Filangieri. Gatto era lì, con Testa di zingara e con L'incantata. Nel 1912 scolpì La camicia, in bronzoː una scultura di donna nuda e a figura intera, ispirata ai modi di Auguste Rodin. A Napoli, alla XXXIV Promotrice Salvator Rosa, del 1911, Gatto vinse la medaglia di bronzo per un'opera che poi regalò alla Promotrice. Presente alla II Esposizione di belle arti organizzata nel 1913 a Napoli, nel 1915 fu tra i promotori della I Esposizione nazionale d'arte di Napoli, voluta dall'Accademia di belle arti.
Nel 1921, sotto la presidenza onoraria di Benedetto Croce e con la partecipazione di Matilde Serao e di Salvatore Di Giacomo si aprì a Napoli la I Esposizione biennale nazionale d'arte. Saverio Gatto, che era tra i promotori, espose la terracotta policroma Sonia (o La civetta) e il ritratto in bronzo di Raffaele Viviani, in cui si avvertiva chiaramente l'influenza dell'arte di Vincenzo Gemito.
Tra dicembre 1922 e gennaio 1923 la galleria Corona di Napoli gli dedicò una personale. Nel 1926 Gatto ebbe una nuova personale, al Circolo artistico di Napoli.
Nel 1957 allestì un'altra personale, nella Villa Comunale di Napoli, alla sede della Promotrice Salvator Rosa - di cui era diventato vicepresidente - e lì espose il busto di Raffaele Viviani e Lo scugnizzo delle Quattro giornate, scultura già presentata alla VI Quadriennale di Roma, del 1951.
Un'esposizione antologica fu ospitata nel 1958 alla galleria Medea di Napoli, dove erano visibili sue opere plastiche, dipinti a olio e anche disegni. Tra le sculture ivi presentate c'erano Il centauro che beve e Orlando pazzo, ispirato al poema di Ariosto.

### Mostre in altre città
Nel 1909 Gatto era alla mostra della Promotrice delle belle arti di Torino, con il bronzo Alba della vita, che era stato proposto l'anno precedente, sia alla mostra della Società degli amatori e cultori di Roma sia al Salon di Parigi. 
Alla Biennale di Venezia del 1910 Gatto partecipò con Alba della vita e con Offesa. Nel Cieco, eseguito nel 1925 e proposto alla Biennale veneziana del 1926, l'influsso di Wildt era evidente, per la tragicità che deforma il volto. Nel 1922 Gatto presentò alla XIII Biennale di Venezia le due terrecotte policrome Acquaiolo e Nei campi; Alla XIV Biennale veneziana del 1924 era presente con La treccia e con Popolana napoletana. Tornò alla Biennale di Venezia nel 1928, 1930, nel 1952 e nel 1954.
Era all'Esposizione internazionale di belle arti di Santiago del Cile, organizzata per il centenario dell'indipendenza di quel Paese. Nel 1922 fu invitato alla Primaverile fiorentina, organizzata da Sem Benelli e lì espose sette sculture.
Nel 1910, alla mostra romana organizzata dalla Società Amatori e Cultori di belle arti, espose le sculture L'impenitente e L'orrore dell'acqua. A Roma, nel 1931, inviò una terracotta alla I Quadriennale d'arte nazionale.
Nel 1912 gli fu chiesto di scolpire il monumento a Tommaso Campanella, da posizionare a Reggio Calabria.

### Pittura, terracotta policroma, scultura
Gatto si appassionò anche agli effetti cromatici della scultura in terracotta policroma e con questa tecnica realizzò La civetta (o Sonia) nel 1921, e La pompeiana nel 1930. Si avvicinò anche alla pittura. Disegnava. Nel 1922 scolpì in terracotta policroma Nei campi e Acquaiolo.
La Pazza, scultura a grandezza naturale, è un suo studio su uno stato mentale anomalo che è ricalcato su antichi modelli, già presenti nella pittura caravaggesca. Il gesso Il freddoloso è del 1923 e L'egiziaca del 1924.
Nel 1920 conobbe e divenne presto amico dello scultore Adolfo Wildt, con il quale iniziò un intenso rapporto epistolare che durò fino al 1931, anno della morte di Wildt.
Il busto in bronzo di Libero Bovio, del 1929, è conservato al Museo di San Martino, a Napoli. Nel 1923 Gatto eseguì il Monumento ai caduti, in bronzo, per il Comune di Muro Lucano.
Nella sua opera scultorea, col trascorrere del tempo, l'orientamento classicista si accentuava ed egli tendeva ad allinearsi col Novecentismo che esaltava il ritorno alla grande tradizione scultorea italiana. Gatto affrontò anche temi mitologici, ad esempio coi Centauri, del 1926. Scolpì Satiro e la ninfa e La spina, scultura esposta nel 1930 alla personale alla galleria Geri di Milano.
Nel 1935 preparò il bozzetto per un medaglione in onore del settantesimo compleanno di Benedetto Croce. Nel 1936 scolpì il busto del Duce, per il palazzo di Giustizia di Napoli. A febbraio 1940, sulla facciata del padiglione delle Missioni cristiane in Africa, alla Mostra triennale delle terre italiane d'Oltremare, c'erano due sue statue in bronzo: la Vergine e Arcangelo Gabriele.

### Ultimo periodo
Nel 1943 suo figlio, ufficiale d'aviazione, morì nel corso di un'incursione nei cieli d'Africa. Dal 1944 Saverio Gatto fu accolto tra i soci dell'Accademia Pontaniana di Napoli, nel 1949 tra i membri della Società nazionale di scienze, lettere e arti e dell'Accademia di San Luca. Nel 1952 il suo Putto che piange fu proposto al premio Feltrinelli per la scultura. 
Nel 1953 l'Amministrazione provinciale di Napoli gli conferì il premio Gemito per La spina, scultura poi acquistata dall'Università degli studi di Napoli. Nel 1957 Gatto scolpì il monumento funebre del Cardinal Luigi Maglione, segretario di Stato di Pio XII, per la Basilica di San Mauro Abate a Casoria. Nel 1959 fu insignito del premio Michetti per la pittura.
Massone, fu membro della loggia di Reggio Calabria "Stefano Romeo-Aspromonte", del Grande Oriente d'Italia.
È sepolto a Napoli, nel Cimitero Monumentale di Poggioreale.